# Jason Robinson
Jason Thorpe Robinson (* 30. července 1974, Leeds) je bývalý anglický ragbista, který hrál nejčastěji na křídle a někdy na zadáku. Na MS 2003 se stal mistrem světa a stal se prvním Angličanem, co položil ve finále světového šampionátu pětku. Na MS 2007 postoupil s Anglií do finále, kde podlehli Jihoafrické republice. Za Anglii odehrál v rozmezí let 2001–2005 a 2007 51 zápasů a položil 28 pětek. Pětkrát nastoupil za Britské a Irské lvy a položil 2 pětky. V roce 2001 a 2003 vyhrál Six Nations. 
V roce 2005 se stal prvním kapitánem Anglie, který není ryzí běloch. (Jeho otec je z Jamajky a matka ze Skotska.) S klubem Sale Sharks vyhrál v roce 2006 anglickou ligu. V roce 2008 obdržel Řád Britského impéria.
Od roku 1991 do roku 2000 hrál třináctkové ragby za Wigan. Získal s ním sedm titulů v anglické lize (1991–1996, 1998) a pět titulů v Evropském pohár mistrů (1991–1995). V letech 1996 až 2000 byl v sestavě roku anglické ligy. (Tato anketa byla poprvé v roce 1996). Odehrál 12 zápasů za Velkou Británii a 7 zápasů za Anglii včetně prohraného finále MS 1995 proti Austrálii. Stal se prvním hráčem, co vyhrál třináctkovou i patnáctkovou nejvyšší anglickou ligu.

## Klubová kariéra (patnáctkové ragby)
- 1996 Bath
- 2000–2007 Sale Sharks
- 2007–2011 Fylde